# Danh sách cầu thủ tham dự giải vô địch bóng đá U-16 châu Âu 1991

## Bảng A

### Áo
Huấn luyện viên:

### Bulgaria
Huấn luyện viên:

### Đức
Huấn luyện viên:

### Thụy Điển
Huấn luyện viên:

## Bảng B

### Hy Lạp
Huấn luyện viên:

### Ba Lan
Huấn luyện viên: Jan Pieszko

| Số | VT | Cầu thủ             | Ngày sinh (tuổi)            | Trận | Bàn | Câu lạc bộ            |
| -- | -- | ------------------- | --------------------------- | ---- | --- | --------------------- |
| 1  | TM | Bogusław Wyparło    | 29 tháng 11, 1974 (16 tuổi) |      |     | Stal Mielec           |
| 2  | HV | Łukasz Gorszkow     | 6 tháng 10, 1974 (16 tuổi)  |      |     | Star Starachowice     |
| 3  | HV | Grzegorz Burmer     | 1 tháng 8, 1974 (16 tuổi)   |      |     | Wisła Kraków          |
| 4  | HV | Przemysław Boldt    | 27 tháng 8, 1974 (16 tuổi)  |      |     | Elana Toruń           |
| 5  | HV | Daniel Bogusz       | 21 tháng 9, 1974 (16 tuổi)  |      |     | Jagiellonia Białystok |
| 6  | HV | Przemysław Urbaniak | 9 tháng 3, 1975 (16 tuổi)   |      |     | Mieszko Gniezno       |
| 7  | TV | Tomasz Szmuc        | 20 tháng 8, 1974 (16 tuổi)  |      |     | Stal Mielec           |
| 8  | TV | Sebastian Matuszak  | 20 tháng 1, 1975 (16 tuổi)  |      |     | Zagłębie Wałbrzych    |
| 9  | TĐ | Tomasz Frankowski   | 16 tháng 8, 1974 (16 tuổi)  |      |     | Jagiellonia Białystok |
| 10 | TĐ | Mariusz Nosal       | 13 tháng 10, 1974 (16 tuổi) |      |     | Górnik Zabrze         |
| 11 | TĐ | Roman Klepczarek    | 19 tháng 8, 1974 (16 tuổi)  |      |     | Orzeł Łódź            |
| 12 | TM | Adam Piekutowski    | 31 tháng 8, 1974 (16 tuổi)  |      |     | Lublinianka Lublin    |
| 13 | TV | Mariusz Piekarski   | 22 tháng 3, 1975 (16 tuổi)  |      |     | Jagiellonia Białystok |
| 14 | TV | Robert Staniszewski | 23 tháng 3, 1975 (16 tuổi)  |      |     | Górnik Zabrze         |
| 15 | TV | Marek Nowicki       | 9 tháng 11, 1974 (16 tuổi)  |      |     | Włókniarz Pabianice   |
| 16 | TĐ | Jakub Bilke         | 11 tháng 2, 1975 (16 tuổi)  |      |     | Broń Radom            |

### Bồ Đào Nha
Huấn luyện viên:Rui Cacador

| Số | VT | Cầu thủ         | Ngày sinh (tuổi)            | Trận | Bàn | Câu lạc bộ |
| -- | -- | --------------- | --------------------------- | ---- | --- | ---------- |
| 1  | TM | Paulo Morais    | 10 tháng 8, 1974 (16 tuổi)  |      |     |            |
| 2  | TV | Rui Gama        | 22 tháng 2, 1975 (16 tuổi)  |      |     |            |
| 3  | TĐ | Bambo           | 22 tháng 10, 1974 (16 tuổi) |      |     |            |
| 4  | HV | Pedro Henriques | 16 tháng 10, 1974 (16 tuổi) |      |     |            |
| 5  | TV | Madureira       | 5 tháng 2, 1976 (15 tuổi)   |      |     |            |
| 6  | TV | Adriano         | 16 tháng 11, 1974 (16 tuổi) |      |     |            |
| 7  | TV | Rui Guerreiro   | 31 tháng 1, 1975 (16 tuổi)  |      |     |            |
| 8  | TV | Luisinho        | 29 tháng 10, 1974 (16 tuổi) |      |     |            |
| 9  | TV | Zeca            | 7 tháng 2, 1975 (16 tuổi)   |      |     |            |
| 10 | HV | Morbey          | 13 tháng 5, 1975 (15 tuổi)  |      |     |            |
| 11 | HV | Nuno Afonso     | 6 tháng 10, 1974 (16 tuổi)  |      |     |            |
| 12 | TM | Nuno Sampaio    | 26 tháng 9, 1974 (16 tuổi)  |      |     |            |
| 13 | TV | Beto            | 28 tháng 10, 1974 (16 tuổi) |      |     |            |
| 14 | TV | Reisinho        | 6 tháng 7, 1975 (15 tuổi)   |      |     |            |
| 15 | HV | Nuno Luis       | 15 tháng 1, 1975 (16 tuổi)  |      |     |            |
| 16 | TV | Figueiredo      | 11 tháng 5, 1975 (15 tuổi)  |      |     |            |

### Thụy Sĩ
Huấn luyện viên:Jorg Weibel Hans

| Số | VT | Cầu thủ            | Ngày sinh (tuổi)            | Trận | Bàn | Câu lạc bộ |
| -- | -- | ------------------ | --------------------------- | ---- | --- | ---------- |
| 1  | TM | Andreas Kronenberg | 10 tháng 9, 1974 (16 tuổi)  |      |     |            |
| 2  |    | Mark Haller        |                             |      |     |            |
| 3  | TV | Stephane Savovic   | 6 tháng 9, 1974 (16 tuổi)   |      |     |            |
| 4  |    | Daniel Moser       |                             |      |     |            |
| 5  | HV | Stephane Henchoz   | 7 tháng 9, 1974 (16 tuổi)   |      |     |            |
| 6  |    | Raphael Ramuz      |                             |      |     |            |
| 7  |    | Alexander Scaub    |                             |      |     |            |
| 8  | HV | Sandro Vifian      | 13 tháng 10, 1974 (16 tuổi) |      |     |            |
| 9  |    | Patrick Batscher   |                             |      |     |            |
| 10 |    | Luca Salmina       |                             |      |     |            |
| 11 | TV | Heiko Plaschy      | 12 tháng 6, 1975 (15 tuổi)  |      |     |            |
| 12 | TĐ | Daniel Dysli       | 26 tháng 8, 1974 (16 tuổi)  |      |     |            |
| 14 |    | Luzius Notter      |                             |      |     |            |
| 15 |    | Daniel Ackermann   |                             |      |     |            |
| 16 |    | Florian Kohler     |                             |      |     |            |
| 20 |    | Philipp Geiser     |                             |      |     |            |

## Bảng C

### Đan Mạch
Huấn luyện viên:Paul Erik Bech

| Số | VT | Cầu thủ               | Ngày sinh (tuổi)            | Trận | Bàn | Câu lạc bộ |
| -- | -- | --------------------- | --------------------------- | ---- | --- | ---------- |
|    | TM | Carsten Strøh         | 5 tháng 12, 1974 (16 tuổi)  |      |     |            |
|    | HV | Niclas Jensen         | 17 tháng 8, 1974 (16 tuổi)  |      |     |            |
|    | HV | Thomas Jensen         | 4 tháng 8, 1974 (16 tuổi)   |      |     |            |
|    | HV | Mikkel Kofod          | 23 tháng 11, 1974 (16 tuổi) |      |     |            |
|    | HV | Kim Larsen            | 1 tháng 9, 1974 (16 tuổi)   |      |     |            |
|    | HV | Peter Østergaard      | 7 tháng 2, 1975 (16 tuổi)   |      |     |            |
|    | HV | Henrik N. Tønder      | 28 tháng 12, 1974 (16 tuổi) |      |     |            |
|    | TV | Morten B. Nielsen     | 21 tháng 10, 1974 (16 tuổi) |      |     |            |
|    | TV | Thomas Skovbjerg      | 25 tháng 10, 1974 (16 tuổi) |      |     |            |
|    | TV | Mads Spur-Mortensen   | 23 tháng 9, 1974 (16 tuổi)  |      |     |            |
|    | TĐ | Kenni Sommer          | 2 tháng 8, 1974 (16 tuổi)   |      |     |            |
|    | TV | Jesper Søgaard Jensen | 22 tháng 2, 1976 (15 tuổi)  |      |     |            |
|    | TĐ | Martin Lassesen       | 21 tháng 8, 1974 (16 tuổi)  |      |     |            |
|    |    | Rene Schmidt          | 19 tháng 2, 1975 (16 tuổi)  |      |     |            |

### Phần Lan
Huấn luyện viên:

### Pháp
Huấn luyện viên:

### România
Huấn luyện viên:

## Bảng D

### Iceland
Huấn luyện viên:

### Liên Xô
Huấn luyện viên: Boris Ignatiev
| 0#0 | Vị trí | Cầu thủ            | Ngày sinh và tuổi           | Câu lạc bộ         |
| --- | ------ | ------------------ | --------------------------- | ------------------ |
|     | TM     | Dmitriy Kramarenko | 12 tháng 9, 1974 (16 tuổi)  | Dynamo Baku        |
|     | TM     | Valeri Chizhov     | 14 tháng 4, 1975 (16 tuổi)  | Spartak Moscow     |
|     | TM     | Pavel Bugalo       | 21 tháng 8, 1974 (16 tuổi)  | FC Chirchiq        |
|     | HV     | Dmytro Parfenov    | 11 tháng 9, 1974 (16 tuổi)  | Chornomorets Odesa |
|     | TV     | Andrei Konovalov   | 13 tháng 9, 1974 (16 tuổi)  | Spartak Moscow     |
|     | TĐ     | Valery Kechinov    | 5 tháng 8, 1974 (16 tuổi)   | Pakhtakor Tashkent |
|     | TĐ     | Oleg Shatskikh     | 15 tháng 10, 1974 (16 tuổi) | Pakhtakor Tashkent |
|     | TĐ     | Oleh Mochulyak     | 27 tháng 9, 1974 (16 tuổi)  | Chornomorets Odesa |

### Tây Ban Nha
Huấn luyện viên:Juan Santisteban
| 0#0 | Vị trí | Cầu thủ              | Ngày sinh và tuổi           | Câu lạc bộ       |
| --- | ------ | -------------------- | --------------------------- | ---------------- |
|     | TM     | Javier López Vallejo | 25 tháng 9, 1975 (15 tuổi)  | CA Osasuna       |
|     | TM     | Redondo              | 11 tháng 8, 1974 (16 tuổi)  | Real Madrid      |
|     | HV     | Carlos Castro        | 17 tháng 12, 1974 (16 tuổi) | Sevilla FC       |
|     | HV     | Ramón                | 25 tháng 11, 1975 (15 tuổi) | Real Valladolid  |
|     | HV     | Pedro Velasco        | 8 tháng 10, 1974 (16 tuổi)  | Real Madrid      |
|     | HV     | Quique Medina        | 14 tháng 9, 1974 (16 tuổi)  | Valencia CF      |
|     | TV     | César Palacios       | 19 tháng 10, 1974 (16 tuổi) | CA Osasuna       |
|     | TV     | Capó                 | 22 tháng 8, 1974 (16 tuổi)  | Colegio La Salle |
|     | TV     | Antonio Robaina      | 30 tháng 11, 1974 (16 tuổi) | UD Las Palmas    |
|     | TV     | Sandro               | 14 tháng 10, 1974 (16 tuổi) | Real Madrid      |
|     | TV     | Gerardo              | 7 tháng 12, 1974 (16 tuổi)  | CA Osasuna       |
|     | TĐ     | Josemi               | 6 tháng 8, 1974 (16 tuổi)   | Rayo Vallecano   |
|     | TĐ     | Murgui               | 15 tháng 11, 1974 (16 tuổi) | FC Barcelona     |
|     | TĐ     | Juan Carlos          | 9 tháng 10, 1974 (16 tuổi)  | FC Barcelona     |
|     | TĐ     | Dani                 | 22 tháng 12, 1974 (16 tuổi) | Real Madrid      |
|     | TĐ     | Emilio               | 14 tháng 11, 1974 (16 tuổi) | UD Pavía         |

### Nam Tư
Huấn luyện viên: